# Labouheyre
Labouheyre (okzitanisch: La Bohèira, auch La Havoèrade) ist eine französische Gemeinde mit 2.883 Einwohnern (Stand: 1. Januar 2022) im Département Landes in der Region Nouvelle-Aquitaine. Labouheyre gehört zum Arrondissement Mont-de-Marsan und ist Teil des Kantons Haute Lande Armagnac. Die Einwohner werden Bouheyrot(e)s genannt.

## Geographie
Labouheyre liegt etwa 50 Kilometer nordwestlich von Mont-de-Marsan und etwa 30 Kilometer östlich von der Atlantikküste. Umgeben wird Labouheyre von den Nachbargemeinden Pissos im Norden und Nordosten, Commensacq im Osten, Solférino im Süden, Lüe im Westen und Ychoux im Nordwesten.
Durch die Gemeinde führt die Autoroute A63 und die frühere Route nationale 10. Labouheyre liegt an der Via Turonensis des Jakobswegs.

## Bevölkerungsentwicklung
| Jahr      | 1962 | 1968 | 1975 | 1982 | 1990 | 1999 | 2006 | 2017 |
| Einwohner | 2169 | 2314 | 2649 | 2849 | 2816 | 2534 | 2507 | 2731 |

## Sehenswürdigkeiten

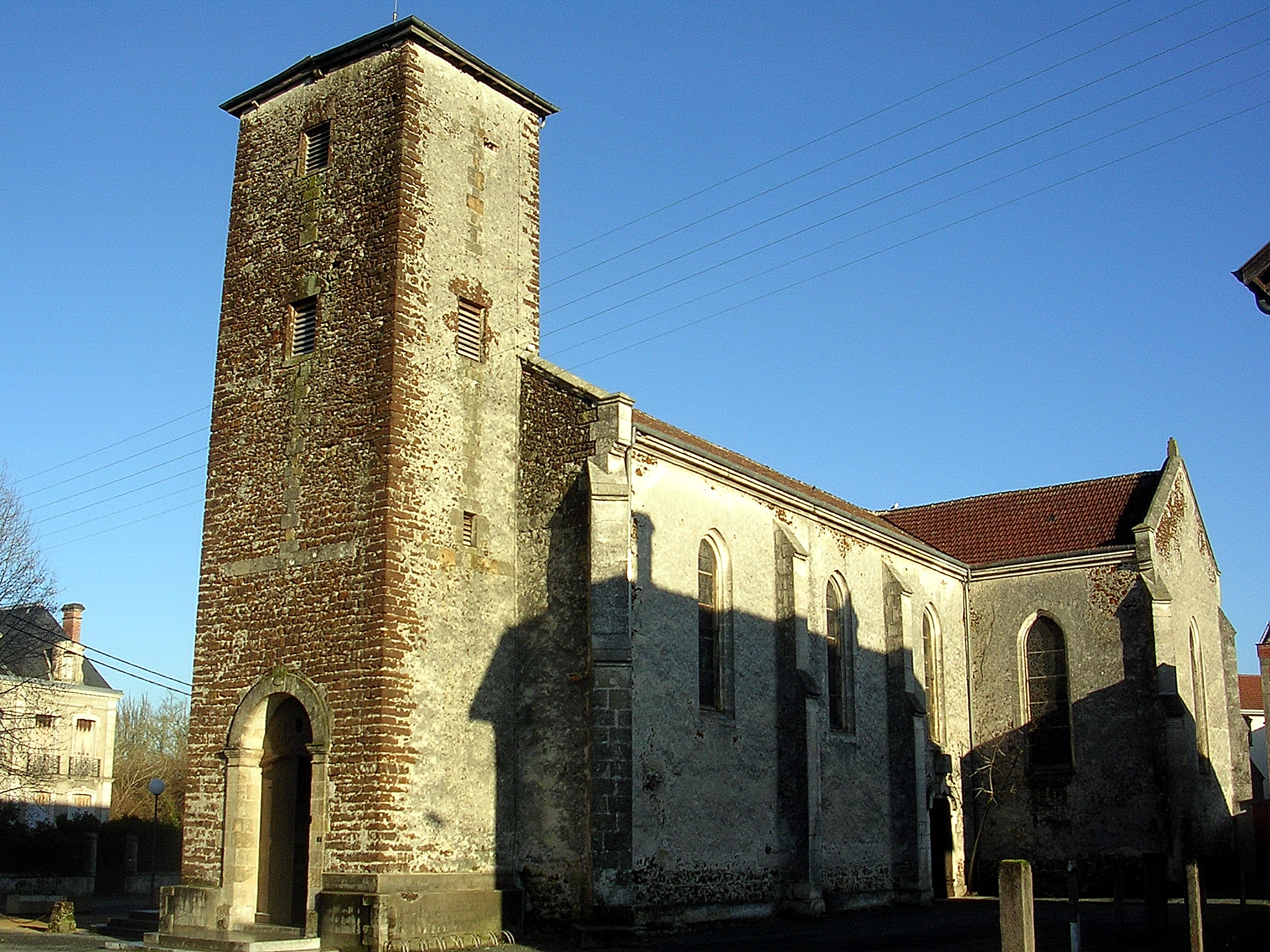
Kirche Saint-Jacques

- Kirche Saint-Jacques, Ende des 15., Anfang des 16. Jahrhunderts erbaut
- Haus Félix Arnaudin
- alte Poststation
- See im Park Peyre

## Gemeindepartnerschaft
Mit der portugiesischen Gemeinde Gouveia besteht seit 1987 eine Partnerschaft.

## Persönlichkeiten
- Félix Arnaudin (1844–1921), Fotograf und Schriftsteller